# Orpoune
Orpoune, également orthographié Orpoun, est un village du département et la commune rurale d’Oronkua, situé dans la province de l’Ioba et la région du Sud-Ouest au Burkina Faso.

## Géographie

### Situation et environnement
Orpoune se trouve à 6 km au sud d’Oronkua et à environ 6 km au nord-ouest de Dano, le chef-lieu provincial.

### Démographie
- En 2006, le village comptait 2 886 habitants recensés[1].

## Santé et éducation
Orpoune accueille un centre de santé et de promotion sociale (CSPS) tandis que le centre médical avec antenne chirurgicale (CMA) de la province se trouve à Dano.